# Présentevillers
Présentevillers é uma comuna francesa na região administrativa de Borgonha-Franco-Condado, no departamento de Doubs. Estende-se por uma área de 3,83 km². Em 2010 a comuna tinha 468 habitantes (densidade: 122,2 hab./km²).